# 영화 목록/ㅋ
| #  | ㄱ  | ㄴ | ㄷ | ㄹ | ㅁ | ㅂ |
| ㅅ | ㅇ  | ㅈ | ㅊ | ㅋ | ㅌ | ㅍ |
| ㅎ | A~Z |    |    |    |    |    |

다음은 'ㅋ'자로 시작하는 영화 목록이다.

## 카-컈
- 카메라를 든 사나이 (1929년)
- 카메라를 멈추면 안 돼! (2017년)
- 카모메 식당 (2006년)
- 카사블랑카 (1942년)
- 카우보이의 노래 (2018년)
- 칼리가리 박사의 밀실 (1920년)
- 캐리비안의 해적: 블랙 펄의 저주 (2003년)
- 캐리비안의 해적: 망자의 함 (2006년)
- 캐리비안의 해적: 세상의 끝에서 (2007년)
- 캐리비안의 해적: 낯선 조류 (2011년)
- 캐리비안의 해적: 죽은 자는 말이 없다 (2017년)
- 캐치 미 이프 유 캔 (2002년)
- 캡틴 아메리카: 시빌 워 (2016년)
- 캡틴 아메리카: 윈터 솔져 (2014년)
- 캡틴 필립스 (2013년)
- 캐롤 (2015년)

## 커-켸
- 커런트 워 (2017년)
- 컨저링 (2013년)
- 컨저링 2 (2016년)
- 컨택트 (2016년)

## 코-쿄
- 코러스
- 코리아 (2012년)
- 코어 (2003년)
- 코코 (2017년)
- 코쿠리코 언덕에서 (2011년)
- 콘스탄틴 (2005년)
- 콘택트 (1997년)
- 콘크리트 유토피아 (2023년)
- 콜로설 (2016년)
- 콜 미 바이 유어 네임 (2018년)
- 콰이어트 플레이스 (2018년)

## 쿠-큐
- 쿠보와 전설의 악기 (2016년)
- 쿨러닝 (1993년)
- 쿵푸 팬더 (2008년)
- 쿵푸 팬더 2 (2011년)
- 쿵푸 팬더 3 (2016년)
- 쿵푸 허슬 (2004년)
- 큐브 (1997년)
- 큐브 2: 하이퍼큐브 (2002년)
- 큐브 제로 (2004년)

## 크-키
- 크래쉬 (2004년)
- 크로우즈 제로 (2007년)
- 크로싱 (2008년)
- 크리미널 스쿼드 (2017년)
- 크리스마스 스위치 (2018년)
- 크리스마스 스위치 - 한 번 더 바꿔? (2020년)
- 클라우스 (2019년)
- 클래식 (2003년)
- 클레어의 카메라 (2018년)
- 클릭 (2006년)
- 클로버필드 (2007년)
- 클로버필드 10번지 (2016년)
- 클로저 (2004년)
- 키리시마가 동아리활동 그만둔대 (2010년)
- 킬 빌 (2002, 2004년)
- 킹스 스피치 (2010년)
- 킹스맨: 골든 서클 (2017년)
- 킹스맨: 시크릿 에이전트 (2015년)
- 킹스맨: 퍼스트 에이전트 (2020년)
- 킹콩 (1933년)
- 킹콩을 들다 (2009년)